# Stínava
Stínava település Csehországban, a Prostějovi járásban. Stínava Plumlov, Ptení, Vícov, Malé Hradisko és Březina településekkel határos. Lakosainak száma 163 fő (2024. január 1.).

## Népesség
A település lakosságának változását az alábbi diagram mutatja:
| Lakosok száma | 315  | 332  | 329  | 265  | 196  | 146  | 158  | 155  | 158  | 163  |
|               | 1869 | 1900 | 1921 | 1961 | 1980 | 2011 | 2016 | 2019 | 2021 | 2024 |